# Clinomaque
Clinomaque (Κλεινόμαχος / Kleinómakos) est un philosophe grec mégarique.

## Biographie
Selon Diogène Laërce, Clinomaque est né à Thourioi, ville de Lucanie. À une date indéterminée, Clinomaque devient l'élève d'Euclide de Mégare.

## Doctrine
Il semble avoir été l'un des théoriciens de l'école mégarique ; il passe pour être un des premiers à écrire un traité sur Les propositions, les prédicats. Cela ferait de Clinomaque le fondateur de la logique des propositions, dont la création est généralement attribuée aux stoïciens.
Les raisonnements selon cette école devaient emprunter le processus de discours dialectique.

## Sources antiques
Il n'existe que deux mentions de Clinomaque dans la littérature antique. La première provient des Vies, doctrines et sentences des philosophes illustres de Diogène Laërce. Cette doxograpie du IIIe siècle donne à la fin de la Vie d'Euclide de Mégare une courte liste de ses successeurs à la tête de l'école de Mégare.